# Бено Удрих
Бено Удрих (Цеље, 5. јул 1982) је бивши словеначки кошаркаш. Играо је на позицијама плејмејкера и бека. Његов старији брат Само је такође био кошаркаш.

## Биографија
Удрих је на почетку каријере играо за Хопси Ползелу и Унион Олимпију, а затим за Макаби Тел Авив, Автодор Саратов и Олимпију из Милана. На НБА драфту 2004. године су га са 28. места бирали Сан Антонио спарси, за које је играо у наредне три сезоне. Са њима је освојио и две титуле у најјачој лиги на свету – 2005. и 2007. године. Касније је наступао за Сакраменто, Милвоки, Орландо, Њујорк, Мемфис, Мајами и Детроит. Статистички најбоље партије је пружао у Кингсима у сезони 2010/11. када је на 79 одиграних утакмица бележио 13,7 поена и 5 асистенција. У децембру 2017. је постао играч литванског Жалгириса и са њима се задржао до краја сезоне.
Са кошаркашком репрезентацијом Словеније је играо на Европском првенству 2001. године у Турској и на Светском првенству 2006. године у Јапану.

## Успеси

### Клупски
- Сан Антонио спарси:
  - НБА лига (2): 2004/05, 2006/07.
- Унион Олимпија:
  - Јадранска лига (1): 2001/02.
  - Првенство Словеније (2): 2000/01, 2001/02.
  - Куп Словеније (2): 2001, 2002.
- Макаби Тел Авив:
  - Првенство Израела (1): 2002/03.
  - Куп Израела (1): 2003.
- Жалгирис:
  - Првенство Литваније (1): 2017/18.
  - Куп Литваније (1): 2018.